# Maaike Smit
Maaike Smit, née le 7 août 1966 à Emmeloord dans la commune de Noordoostpolder, est une joueuse de tennis et de basket-ball en fauteuil roulant néerlandaise professionnelle, triple médaillée d'or en tennis aux Jeux paralympiques entre 1996 et 2004.
Elle est victime d'un accident de ski en Autriche à l'âge de 20 ans. Elle étudiait alors à l'institut d'études sportives à Groningue. Elle est également diplômée en pharmacie. En 1988, elle commence une carrière de joueuse de basket-ball, avant de s'orienter vers le tennis au début des années 1990.
Numéro 1 mondiale en 1997, elle remporte le Masters en simple en fin d'année, ainsi qu'en double en 2000 avec Daniela Di Toro et de 2001 à 2003 avec Esther Vergeer. Elle totalise trois victoires en double dans les tournois du Grand Chelem.
Elle a également obtenu deux médailles de bronze en basket-ball en 1988 et 1992.

## Palmarès

### Jeux paralympiques
- médaillée d'or en simple en 1996
- médaillée d'or en double dames en 2000 et 2004 avec Esther Vergeer
- médaillé de bronze en simple en 2000

### Victoires dans les tournois majeurs
- Open d'Australie :
  - en double dames en 2002 avec Daniela Di Toro, 2004 avec Esther Vergeer et 2005 avec Florence Gravellier
- Roland-Garros :
  - en double dames en 2007 avec Vergeer
- US Open :
  - en simple en 1996 et 2004
  - en double en 2000, 2002 et 2003 avec Vergeer
- British Open :
  - en double en 2000 avec Di Toro, 2002, 2004 avec Vergeer et 2005 avec Gravellier